# Res extra commercium

Res extra commercium (lat. « une chose en dehors de commerce ») est une doctrine originaire du droit romain, tenant que certaines choses ne peuvent pas faire l'objet de droits patrimoniaux, et ne sont donc pas susceptibles de faire l'objet d'un commerce.
Dans certains contextes, elle peut faire référence à des zones au-delà des frontières nationales, telles que l'espace et les fonds marins ; « ces régions sont soumises à une liberté commune de l'exploitation sans exercice de la souveraineté nationale ».
Si l'on conçoit d'une communauté mondiale composée « de souveraineté, d'États territoriaux ... [l'implication est] que l'espace entre ces états est res extra commercium, un espace qui, en raison de sa position et de sa fonction au sein de cette communauté, est dissocié de l'ensemble complet de droits de possession, d'exclusion et d'aliénation qui, normalement, peuvent être réclamé par les détenteurs de la propriété ».

## En droit romain
D'après l'Université de Liège, les res extra commercium, appelées dans les sources romaines « res quarum commercium non est » sont les choses qui ne sont pas dans le commerce, c'est-à-dire qui sont soustraites à l'activité juridique des particuliers.
Telles sont les :
1. « res divini iuris » : choses de droit divin (exemples : temples, autels, lieux consacrés aux dieux) ;
2. « res communes omnium » : choses communes à tous (exemples : l'air, la mer) ;
3. « res publicae » : choses appartenant à l’État : elles sont hors commerce dans la mesure où elles sont affectées à l'usage de tous (usus publicus) (exemples : voies publiques, arènes, théâtres, cours d'eau à écoulement constant)[4].

Les res divini iuris (« choses de droit divin ») sont soit des res sacrae (« choses sacrées ») soit res religiosae (« choses religieuses ») soit des res sanctae (« choses saintes »),. Les res sacrae sont les lieux et choses consacrés aux dieux célestes ; les res religiosae, les lieux de sépulture, réservés aux dieux mânes ; les res sanctae sont les enceintes urbaines et castrales, mises sous la protection des dieux,. Les res sacrae ont pu comprendre la hutte d'Acca Larentia et le Campus sceleratus où les vestales fautives étaient enterrées ou emmurées vivantes. Les res sanctae ont pu comprendre les bornes des agri limitati. Les sources de la tripartition sont les Institutes de Gaïus, le Digeste et les Institutes de Justinien ainsi que l'épitomé du Gaïus.

## Droit par État

### Droit québécois
Le droit québécois intègre la notion de choses hors commerce. L'article 2876 du Code civil du Québec dispose que « Ce qui est hors commerce, incessible ou non susceptible d’appropriation, par nature ou par affectation, est imprescriptible.» L'art. 25 C.c.Q. édicte par exemple que l'aliénation des produits du corps humain comme le sang et les organes doit être gratuite et ne peut pas faire l'objet de contrepartie financière.